# Crystal Palace (palatul expozițiilor)

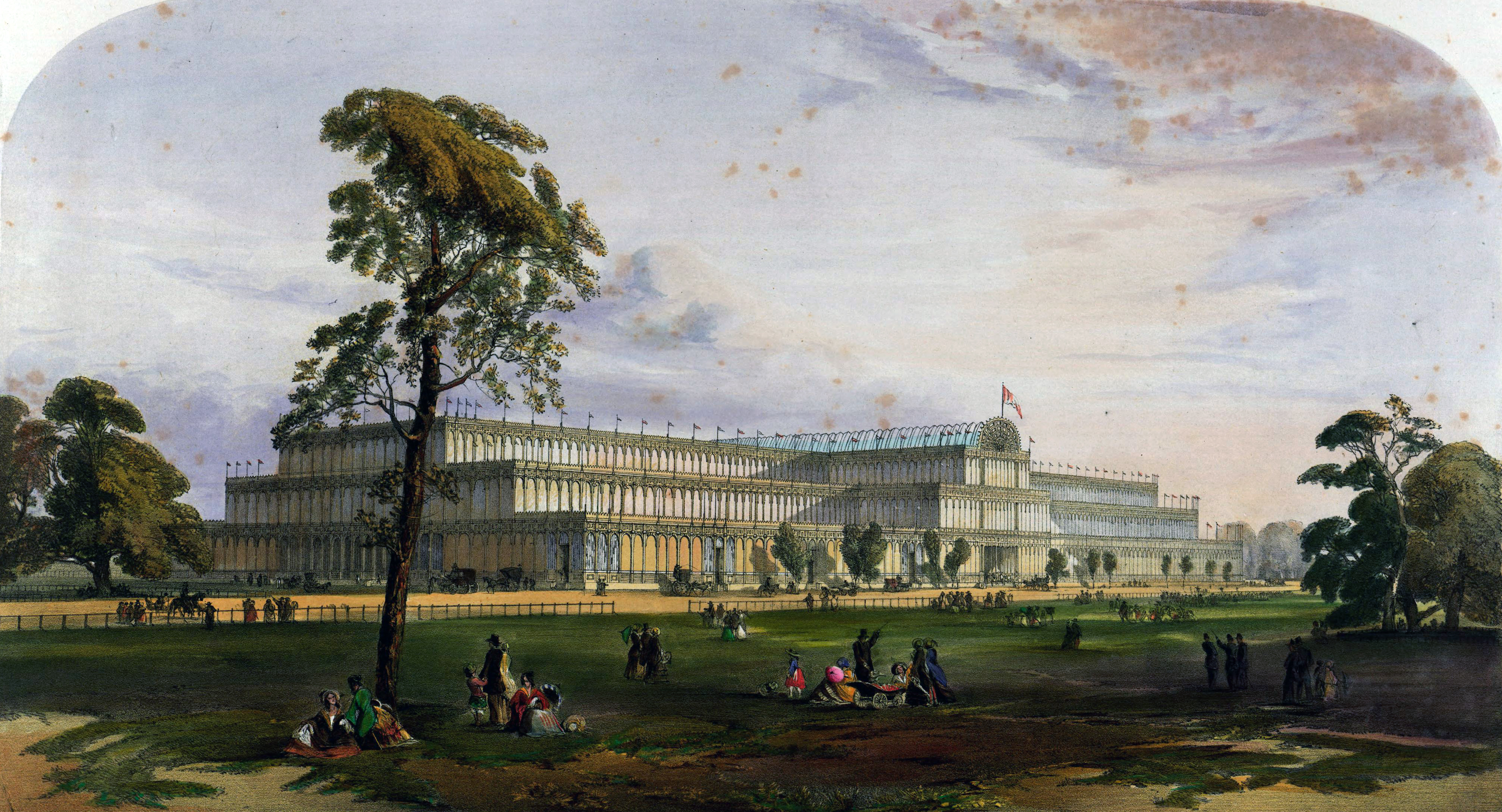
Prima expoziţie universală la Hyde Park în 1851.

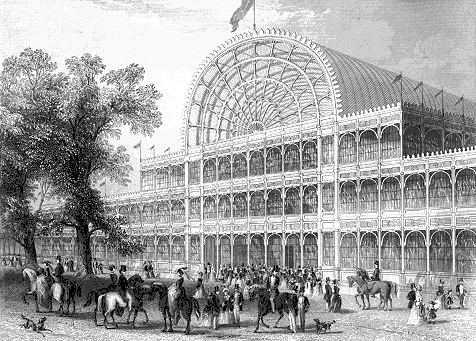
Faţada primului Crystal Palace.

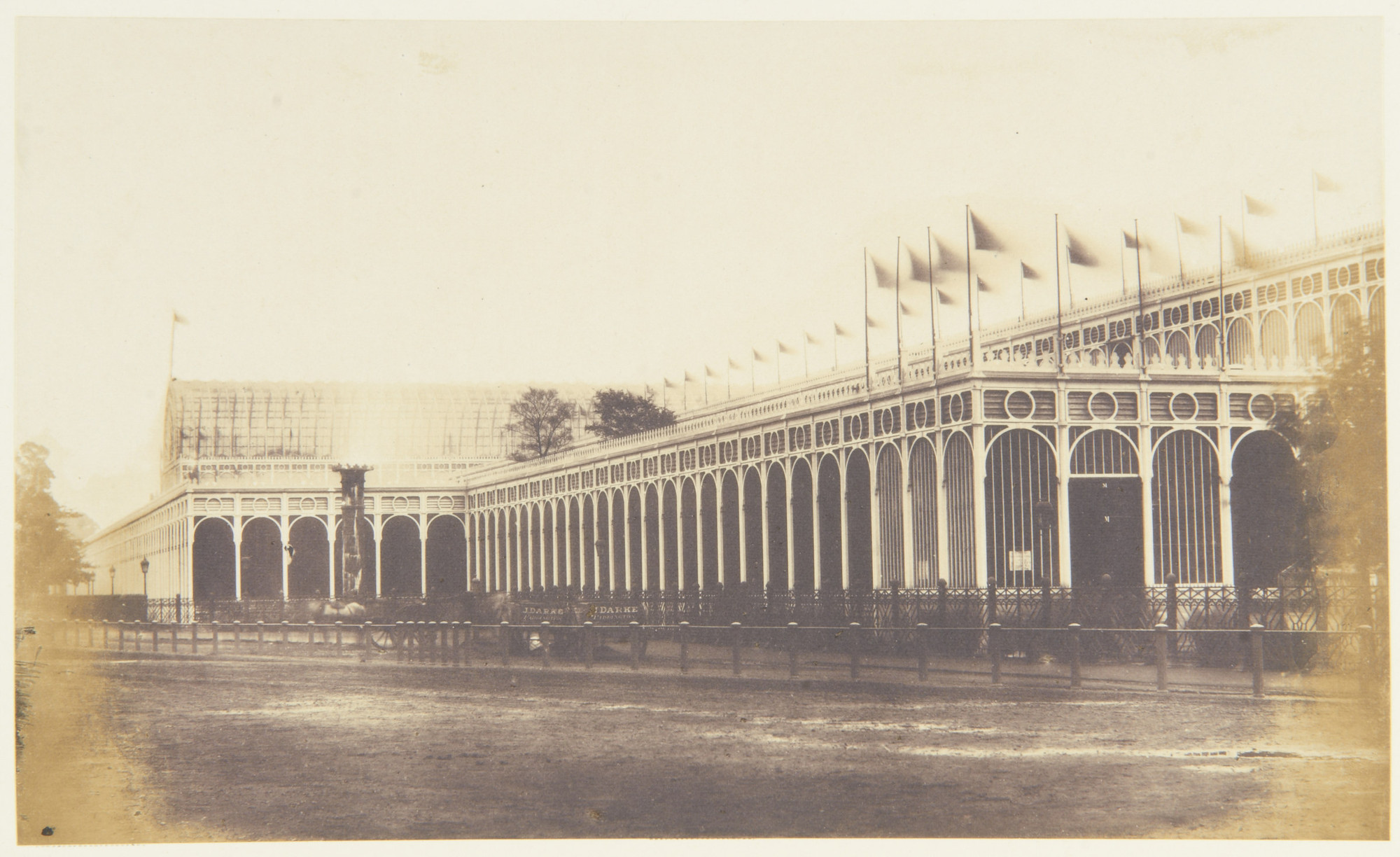
Vedere laterală a Crystal Palace în 1851.

Crystal Palace (în română: „palatul de cristal”) a fost un vast palat de expoziții din fontă și sticlă, construit mai întâi în Hyde Park pentru a adăposti Great Exhibition /  Prima expoziție universală de la 1851. 
A fost apoi demontat și reconstruit, mai mare, în sudul Londrei, în cartierul care-i poartă și astăzi numele.
A ars într-o noapte, în 1936, și nu a mai fost refăcut. 
Winston Churchill, revenind din Camera Comunelor, a spus atunci: « This is the end of an age » (în română: „Este sfârșitul unei epoci”).
Turnul din sud era folosit atunci de John Logie Baird, pionier în dezvoltarea televiziunii, ca loc de experimentare. Din nefericire, multe din elementele muncii sale au fost distruse de incendiu.
Crystal Palace a fost  un important loc turistic, care atrăgea o populație ieșită din toate mediile sociale. Tehnica sa de construcție din elemente standardizate prefigurează tehnica folosirii prefabricatelor în arhitectură.

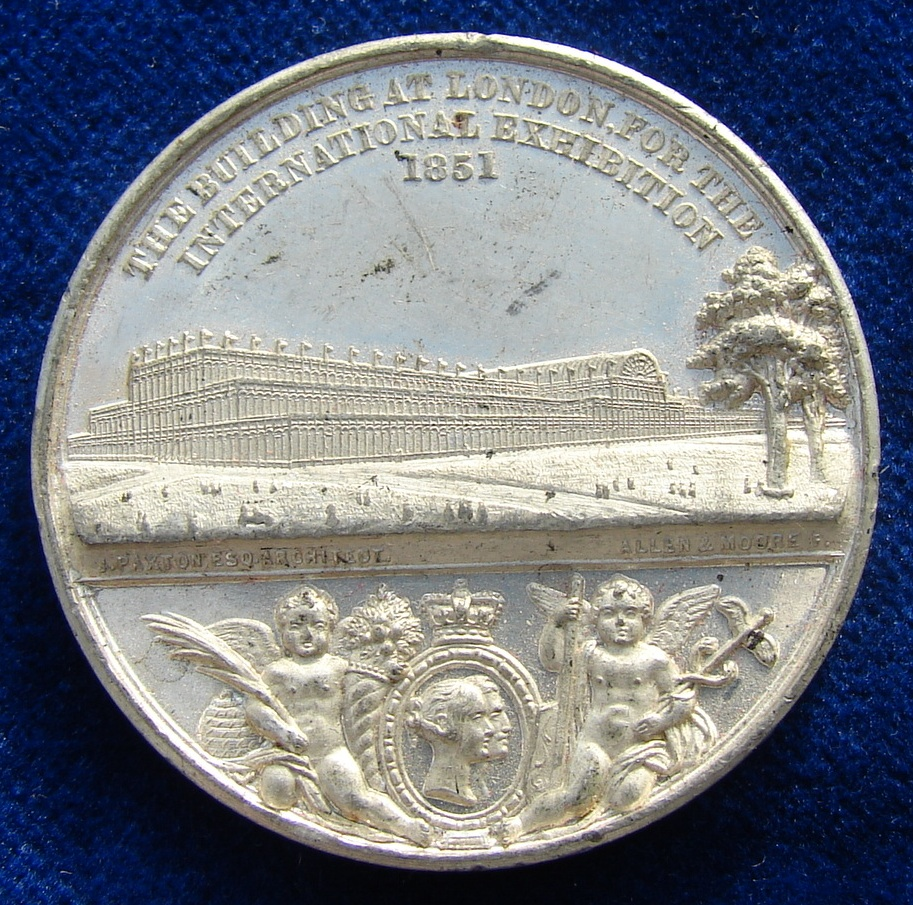
1851 medalia Allen & Moore Crystal Palace la Hyde Park, avers

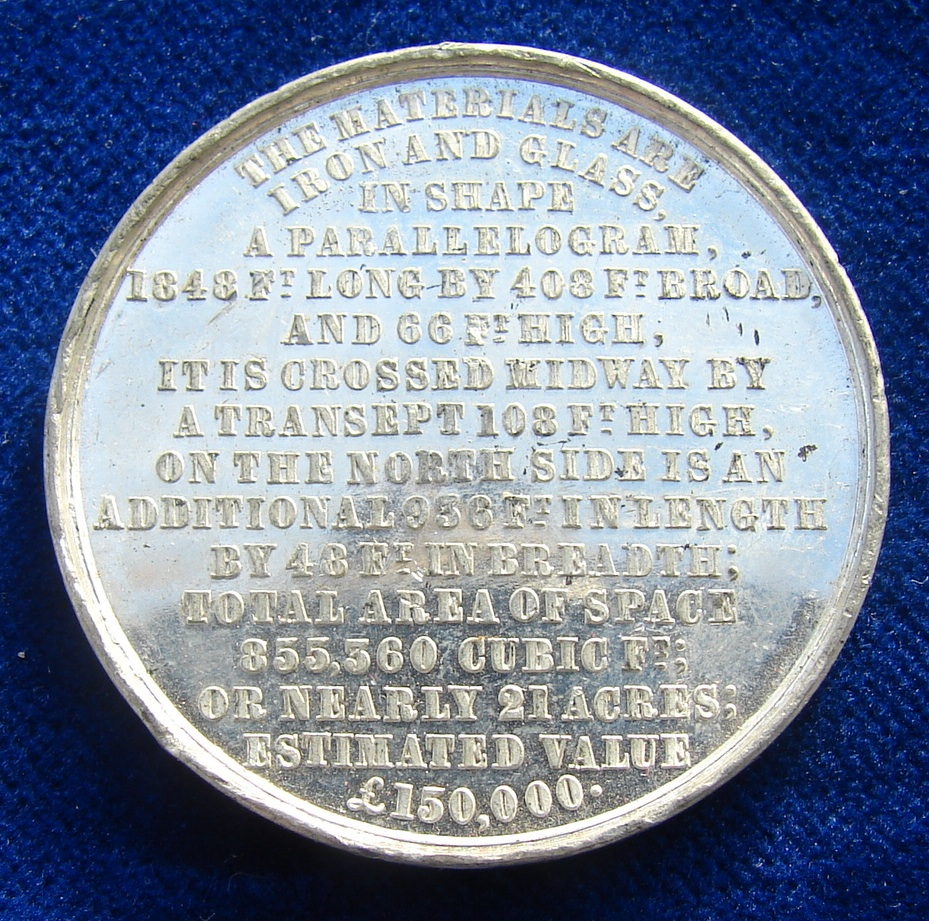
1851 medalia Allen & Moore Crystal Palace la Hyde Park, revers

Numele de « Crystal Palace » i-a fost dat de revista satirică Punch. Crystal Palace Football Club a fost format de muncitori ai palatului.